# Robert I de Courtenay

Emblema Imperiului Latin de Constantinopol

Robert I de Courtenay (n. 1201 - d. 1228), împărat al Imperiului Latin de Constantinopol, a fost fiul împăratului Petru al II-lea de Courtenay și descendent din regele Ludovic al VI-lea al Franței, în vreme ce mama sa, Yolanda de Flandra a fost sora primilor doi împărați latini de Constantinopol, Balduin I și Henric I.
Când a ajuns în Franța vestea că împăratul latin Petru al II-lea a murit asasinat, fiul cel mai mare al său, Filip, marchiz de Namur, a renunțat de la bun început la succesiunea asupra Imperiului latin de Constantinopol în favoarea fratelui său mai mic, Robert, care a plecat în Bizanț pentru a prelua posesia asupra moștenirii sale de peste mări, aflate în acel moment sub regența lui Conon de Béthune. Încoronat ca împărat la 25 martie 1221, Robert, fiind înconjurat de inamici din toate părțile, a făcut un apel la papa Honoriu al III-lea și la regele Filip al II-lea August al Franței, timp în care posesiunile sale cădeau pe rând în mâinile statelor bizantine, Despotatul de Epir și Imperiul de la Niceea.
Deși un mic ajutor din Europa occidentală a ajuns la Constantinopol, Robert a fost nevoit să încheie o pace dezavantajoasă cu principalul său inamic, Ioan al III-lea Ducas Vatatzes, împăratul bizantin de la Niceea, căruia a trebuit să îi recunoască ultimele cuceriri. De asemenea, Robert i-a promis rivalului său bizantin că se va căsători cu cumnata acestuia din urmă, Evdochia, fiică a fostului împărat niceean, Theodor I Laskaris. Logodna dintre Robert I și Evdochia a fost împiedicată de conjunctura nefavorabilă, aranjamentul cu Ioan Vatatzes fiind blocat (potrivit mărturiei cronicarului Georgios Akropolites) ca urmare a intervenției patriarhului ortodox de Constantinopol, care a scos la iveală o alianță matrimonială anterioară între cele două familii, anume cea dintre Marie de Courtenay, sora lui Robert, și fostul împărat de Niceea, Theodor I Laskaris, socrul lui Ioan Vatatzes. Astfel, Robert, deja cumnat al lui Teodor, nu putea fi totodată și ginere al aceluiași . Odată eliminată posibilitatea acestei alianțe matrimoniale, Robert s-a reorientat, căsătorindu-se cu o domnișoară de onoare, deja logodită cu un senior burgund. Punând la cale o conspirație, cavalerul burgund a reușit să îl împresoare pe Robert I, care s-a văzut nevoit să abandoneze Constantinopolul și să se îndrepte către Roma, în căutarea sprijinului papal. Suveranul pontif l-a convins pe împărat să revină la Constantinopol, însă, pe drumul de întoarcere, Robert a fost atras într-o ambuscadă în Moreea la începutul anului 1228, în urma căreia a murit.

## Relații externe
- Acest articol conține text din Encyclopædia Britannica 1911, o publicație aparținând domeniului public.